# NGC 7150
NGC 7150 is een open sterrenhoop in het sterrenbeeld Zwaan. Het hemelobject werd op 10 februari 1848 ontdekt door de Amerikaanse astronoom George Phillips Bond. Dit object heeft de vorm van een hoefijzer, en kan, dankzij deze merkwaardige vorm, gerangschikt worden in de lijst van de telescopische asterismen.